# Campo de Argañán
El Campo de Argañán (en la parte sur conocido como Campo de Azaba) es una subcomarca de la comarca de Ciudad Rodrigo, en la provincia de Salamanca, Castilla y León, España. Sus límites no se corresponden con una división administrativa, sino con una demarcación histórica.

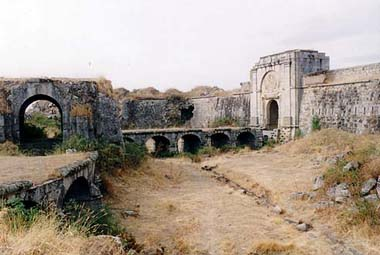
Real Fuerte de la Concepción, fortaleza situada cerca de Aldea del Obispo. En 2012 fue restaurado para convertirlo en un hotel

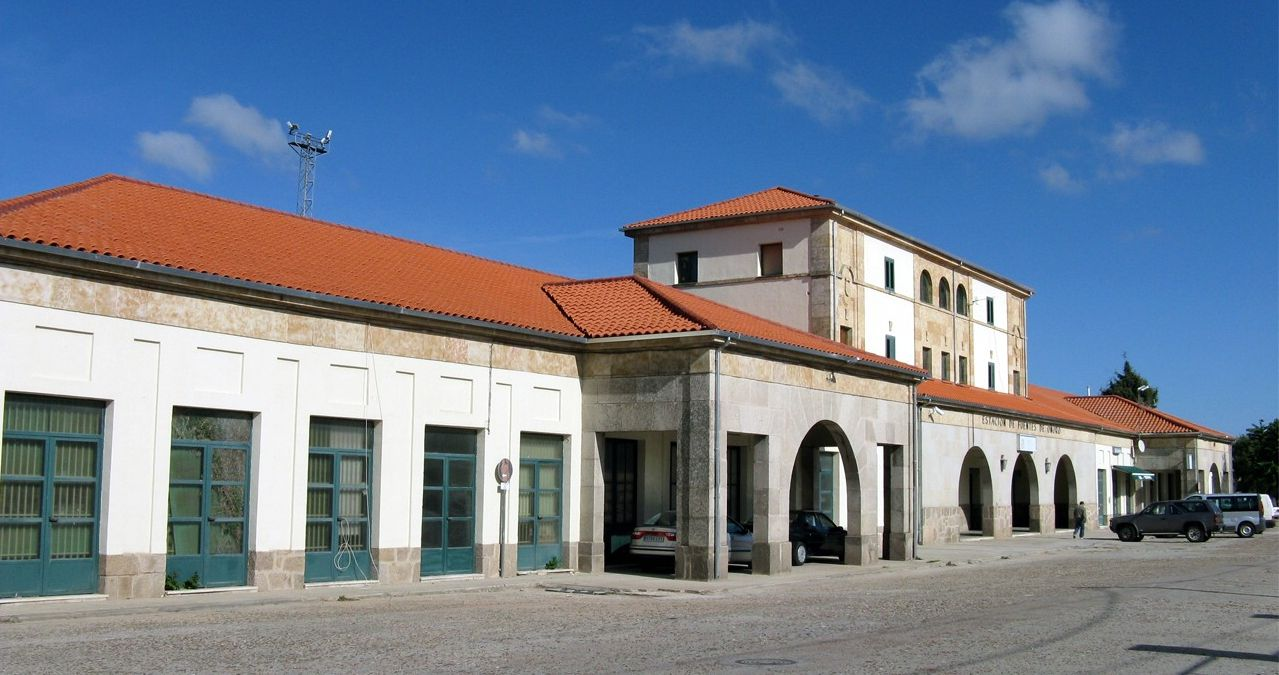
Estación de Fuentes de Oñoro

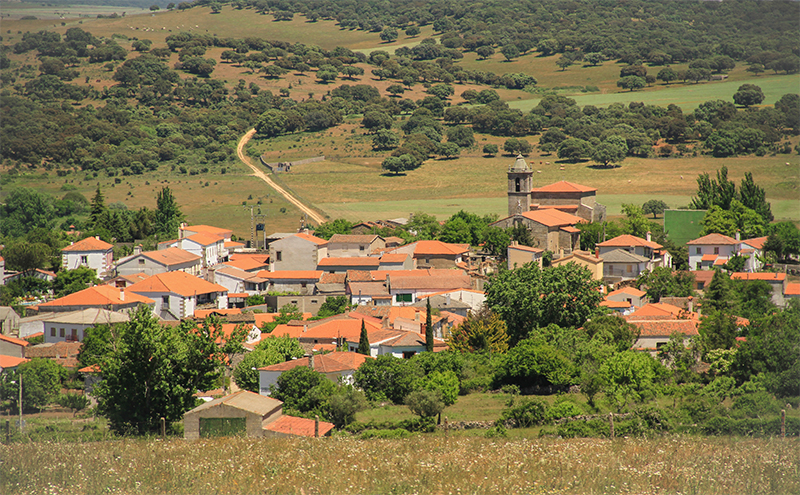
Aldea del Obispo

## Etimología
Las atestiguaciones más antiguas del topónimo son «canpo de Alganan» (1376) y «campos de Algañán» (1414), lo que lleva a pensar que podría hacer referencia a un propietario medieval, probablemente de etnia mozárabe. Dicho antropónimo (que pervive en el lugar zamorano de Gáname) se situaría en la órbita del portugués antiguo «alganame», con significado de «pastor principal», relacionado con el árabe «g•annâm» y el andalusí «g•annám». En este sentido el autor José Pedro Machado menciona en un documento de 1096, una «uinea de Stephanus alganam». La acepción portuguesa de «pastor principal» sería respaldada por un documento de Évora en el año 1264. Sin embargo Joan Corominas señala que en fonética castellana el étimo árabe propuesto habría evolucionado hacia «algañeme» o «algañime», por la inevitable palatalización de la –nn– y el efecto de la imela, aunque no es claro, pues por ejemplo en los documentos medievales de la Corona de Aragón se menciona a un tal «Muça Alganan». En todo caso, según Pascual Riesco Chueca, el topónimo salmantino podría interpretarse como procedente del nombre de un propietario que habría sido transferido a los campos de su propiedad y luego, por extensión, a la comarca circundante. 
Según la propuesta etimológica del autor Reinhart Pieter Anne Dozy, el término «gañán» derivaría de la base árabe señalada y es defendida con firmeza por investigadores como Federico Corriente Córdoba en su «Diccionario de Arabismos», aunque ha sido rechazada con cierta unanimidad sobre la base de los argumentos de fonética histórica antes aducidos. Por otra parte, Teresa Garulo Muñoz señala cómo la distribución geográfica de «gañán» en la acepción andaluza «vaquero» ocupa los puntos más orientales de Jaén, el este de Granada y el centro de Almería, es decir, una zona intensamente arabizada, de ahí que la vinculación de los topónimos «Gáname» y «Argañán» con la citada base «ġannám» con significado de «pastor», por vía antroponímica, parezca, cuando menos, plausible. En cualquier caso, la escasez documental sobre «alganan» dificulta la discusión.
Las formas documentadas más antiguas alejan la posibilidad de que se trate de un colectivo vegetal del tipo «Argañal», sobre la base del apelativo «argaña», con el sentido de «brezo» u otros matorrales similares. Esta voz se registra localmente en la provincia de León. Antonio Llorente Maldonado por su parte, sugiere un origen directamente romano, que perpetuaría el nombre de un poblador, en genitivo «Arganiani». Contra tal hipótesis se alza el hecho de que no consta el nombre personal «Arganianus» y menos «Arganius». Por otro lado, sugiere la posibilidad de que se trate de un derivado de «argaña» (raspa, argaya de cereales), con el valor abundancial de «campo de espigas». Tal derivación, sin embargo, choca en lo morfológico pues la terminación del colectivo vegetal en –al– sigue viva en la región y no se entiende su evolución hacia –án–, también por lo que se refiere a las fuentes documentales («Algañán» en el siglo XIV) y especialmente en la semántica, además de que las especies de cereal reciben nombres más descriptivos, nunca abstractos, dada la intensa y antigua familiaridad del campesino con ellas.

## Geografía
El Campo de Argañán está situado en el oeste de la comarca de Ciudad Rodrigo y ocupa una superficie de 864,09 km². Desde la A-62 hacia el sur es conocido como Campo de Azaba, que coge su nombre de la ribera del Azaba, un pequeño riachuelo, afluente del Águeda, que discurre por la zona más meridional. Su relieve es llano con pequeñas ondulaciones y se encuentra en torno a los 700 m s. n. m.. El paisaje lo constituyen en su mayoría las dehesas de encinas y alcornoques, junto con zonas de cultivos de secano, pastizales, pinares de repoblación y matorrales.

### Demarcación
Comprende 18 municipios: Aldea del Obispo, Campillo de Azaba, Carpio de Azaba, Castillejo de Martín Viejo, Espeja, Fuentes de Oñoro, Gallegos de Argañán, Ituero de Azaba, La Alameda de Gardón, La Alamedilla, La Alberguería de Argañán, La Bouza, Puebla de Azaba, Puerto Seguro, Saelices el Chico, Villar de Argañán, Villar de Ciervo y Villar de la Yegua.
Los términos municipales de La Bouza y Puerto Seguro también forman parte del denominado parque natural de Arribes del Duero.
Limita con El Abadengo al norte, con La Socampana y el Campo de Yeltes al este, con el Campo de Robledo al este y al sur, y con Portugal al oeste.
| Noroeste: Portugal | Norte: El Abadengo    | Nordeste: Campo de Yeltes |
| Oeste: Portugal    |                       | Este: La Socampana        |
| Suroeste: Portugal | Sur: Campo de Robledo | Sureste: Campo de Robledo |

## Demografía
| Gráfica de evolución demográfica de Campo de Argañán entre 1900 y 2018                                                                                        |
| |
| Población de derecho (1900-1991) o población residente (2001, 2010) según los censos de población del INE Población según el padrón municipal de 2018 del INE |

La comarca del Campo de Argañán, al igual que la mayoría de las comarcas salmantinas, sufre un gran declive demográfico. En esta comarca hasta los años 50 casi todos sus municipios tenían entre 500 y 1000 habitantes siendo municipios medios pero prosperos, llegando a su culmen en los años 40 y 50. Pero desde el éxodo de los años 60 prácticamente todos sus municipios tienen menos de 300 habitantes y además tienen una tendencia negativa.

## Historia

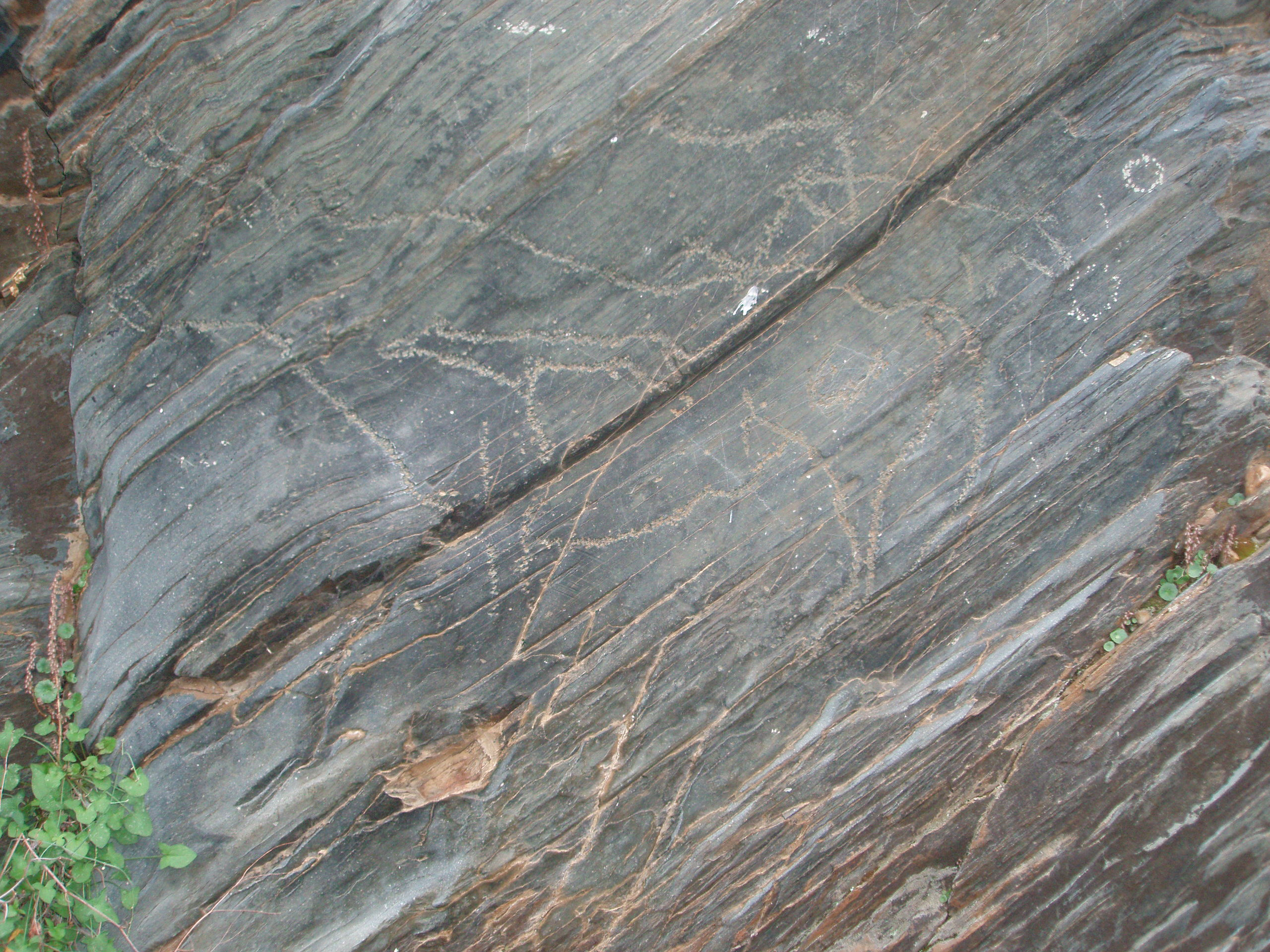
Restos prehistóricos de Siega Verde, declarados Patrimonio Mundial de la Humanidad

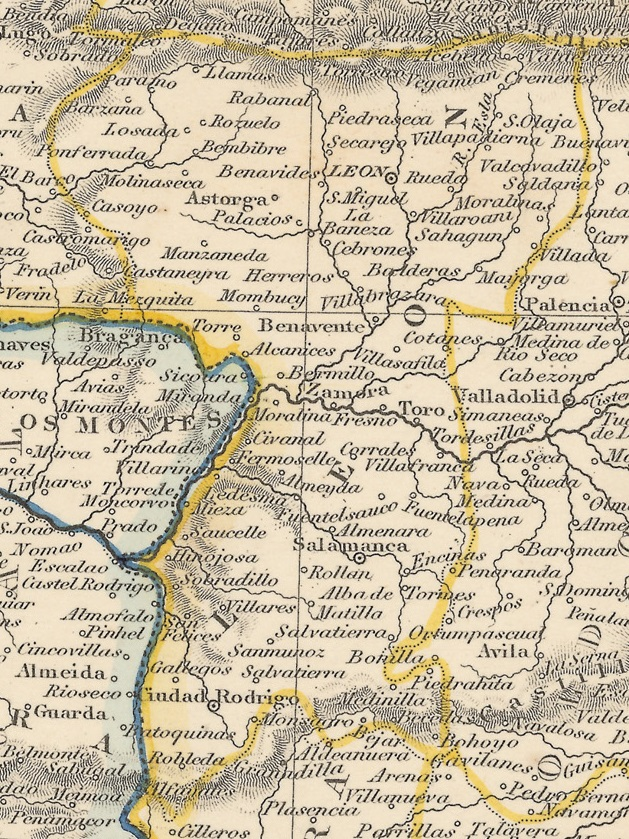
Detalle del mapa Spain and Portugal, realizado en 1850 por J. Dower, en el que se puede apreciar Gallegos de Argañán

Los orígenes poblacionales de la comarca se remontan a la Prehistoria, hecho que corrobora la existencia de las pinturas rupestres de Siega Verde, declaradas por la Unesco Patrimonio de la Humanidad.
Posteriormente, en época romana, también se atestigua la existencia de vida humana en la comarca, por ejemplo, en la Villa romana de Saelices el Chico, declarada Bien de Interés Cultural.
No obstante, la fundación de la mayoría de las actuales localidades de la comarca se remonta a la repoblación efectuada por los reyes de León en la Edad Media.
En todo caso, la comarca en sí tuvo carta de naturaleza tras la creación de la Diócesis de Ciudad Rodrigo por parte del rey Fernando II de León en el siglo XII, quedando entonces la Tierra de Ciudad Rodrigo dividida en sexmos, uno de los cuales era el Campo de Argañán, histórica división administrativa que agrupaba más o menos a los mismos pueblos a los que hoy se considera pertenecientes a la comarca del Campo de Argañán, con la excepción destacada de Castillejo de Martín Viejo, que por entonces pertenecía al Campo de Camaces, sexmo que actualmente no se ha extrapolado al sentimiento comarcal de la provincia puesto que históricamente y también de forma cultural y demográfica se ha visto sobrepasado en el tiempo por El Abadengo, una subcomarca de la comarca de Vitigudino que recoge a casi todos los municipios integrantes del antiguo Campo de Camaces, todos menos Castillejo. La Bouza, Puerto Seguro (antes conocido como Barba de Puerco) y Saelices el Chico (antes conocido como San Felices el Chico) tenían el título de villa eximida.
Un hecho significativo para la comarca fue la pérdida del Riba-Coa por parte de León en el Tratado de Alcañices (1297) que convirtió en fronterizo al Campo de Argañán, ya que hasta entonces la frontera luso-leonesa se situaba en el río Coa, construyéndose los castillos de La Alberguería de Argañán, Gardón y, posteriormente, el Real Fuerte de la Concepción, en Aldea del Obispo, para reforzar este punto de la frontera leonesa.
Ya en el siglo XIX, la comarca sufrió los envites de la Guerra de Independencia, teniendo lugar en 1811 en la misma la Batalla de Fuentes de Oñoro, en la cual los ejércitos británicos-portugueses comandados por Wellington entablaron combate con los ejércitos franceses del Mariscal Masséna. Asimismo, la 7ª división del ejército anglo-portugués llegó a establecerse temporalmente en La Alamedilla.
Finalmente, con la creación de las actuales provincias en 1833, la comarca quedó integrada en la provincia de Salamanca, en la Región Leonesa.

## Ecosistemas

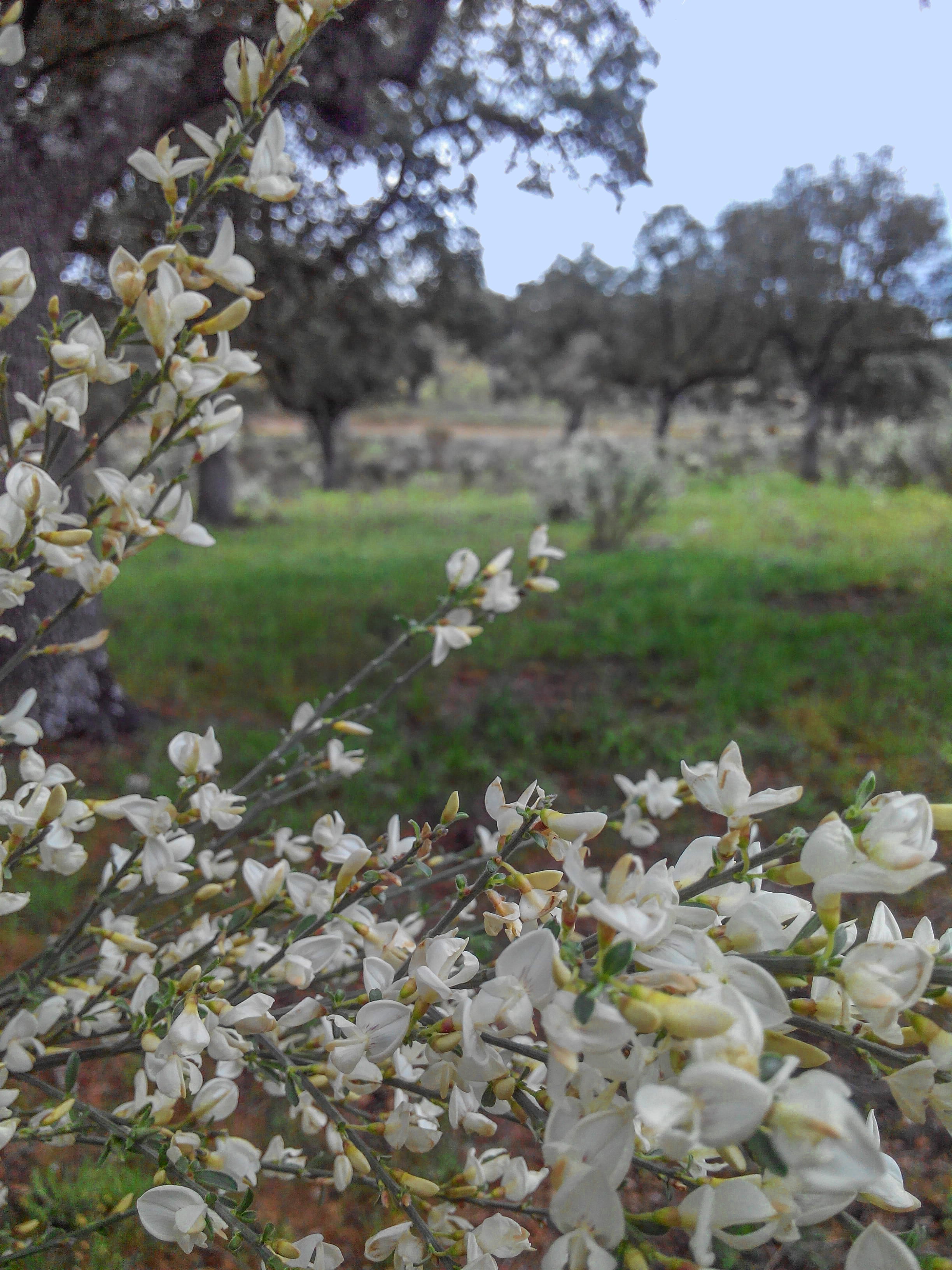
Finca en el Campo de Azaba

La parte centro y este de la comarca ha sido declarada zona de especial protección para las aves (ZEPA) y lugar de importancia comunitaria (LIC) dentro del proyecto Red Natura 2000, entre otras cosas, debido a su potencial contribución a restaurar el hábitat natural, incluyendo los ecosistemas y la biodiversidad de la fauna y flora silvestre. La zona protegida afecta a 7 municipios, entre los que se encuentran Carpio de Azaba, Espeja, Fuentes de Oñoro, Gallegos de Argañán, La Alameda de Gardón, Saelices el Chico y Villar de Argañán, así como a parte del término municipal de Ciudad Rodrigo. La ZEPA recoge una extensión de 17 303,97 ha mientras que la LIC reúne 9272,49 ha. La zona sur de la comarca, al sur de la A-62 y ya conocida como Campo de Azaba, también está protegida pero bajo su propia ZEPA y su propio LIC. El primer espacio protege 36 495,86 ha, el segundo 36 064,64 ha. Afectan a 8 municipios, los de Campillo de Azaba, Carpio de Azaba, Espeja, Fuentes de Oñoro, Ituero de Azaba, La Alamedilla, La Alberguería de Argañán y Puebla de Azaba, así como a parte de los términos municipales de Ciudad Rodrigo, El Bodón, Fuenteguinaldo y La Encina, bordeando la comarca. Posee características paisajísticas similares con respecto a la parte norte pero algo más de diversidad faunística.
La importancia faunística del LIC y ZEPA del Campo de Argañán radica principalmente en la población de cernícalo primilla, pero también en la existencia de sisón, aguililla calzada, culebrera europea, ganga ortega, águila real, aguilucho cenizo, halcón abejero y cigüeña negra. Entre los mamíferos se encuentran el lobo, la nutria, el desmán ibérico y el topillo de cabrera, muy significativo, entre los peces la boga de río y el calandino, entre los anfibios el galápago leproso y el galápago europeo y entre los invertebrados el gran capicornio de la encina.